# Tuškani
Tuškani – wieś w Chorwacji, w żupanii karlowackiej, w mieście Karlovac. W 2011 roku liczyła 216 mieszkańców.